# Rolandschule Perleberg
Die Rolandschule ist eine städtische Grundschule in Perleberg, Land Brandenburg. Das Schulgebäude wurde 1912 eröffnet und wird in der brandenburgischen Landesdenkmalliste als Baudenkmal geführt.

## Geschichte
Aufgrund steigender Schülerzahlen um 1900 und der daraus resultierenden Raumnot entschied sich der Rat der Stadt Perleberg dazu, eine neue Schule auf der Beguinenwiese zu bauen. Trotz Proteste vonseiten einiger Anwohner, die um ihre ruhige Lage fürchteten, begannen 1911 die Bauarbeiten und am 19. Oktober feierte man Richtfest. Die offizielle Einweihung der Knabenschule fand schließlich am 17. Oktober 1912 im Rahmen eines Festprogramms statt.
In der Schlussphase des Zweiten Weltkriegs wurden die Schule und ein vorgelagertes Wohngebäude teilweise zerstört. Die Nordhälfte des Schulgebäudes blieb bis etwa 1949 gesperrt. Anstelle des zerstörten Wohnhauses errichtete man eine Baracke, die am 17. Januar 1949 bezugsfertig war. Insgesamt konnten nun 31 Klassen in den 19 Unterrichtsräumen des Hauptgebäudes und den vier Räumen der Baracke unterrichtet werden.
1950 wurden die Dorfschule in Düpow und die Hilfsschule aufgelöst und die Schüler der Knabenschule zugeteilt, wobei letztere bereits 1951 wieder abgekoppelt wurde. Im folgenden Jahr erweiterte man den Schulhof durch die Grasfläche westlich der Schule. Trotz einiger Renovierungen in der Nachkriegszeit gab es noch Schäden, die die Inspektoren bei Begehungen bemängelten. Dennoch lehnte die Stadt Perleberg Sonderzuweisungen bei der Etataufstellung ab. Weitere Beschädigungen erhielt das Gebäude 1956 durch ein Hochwasser der Stepenitz und einen Orkan mit Windstärke 12.

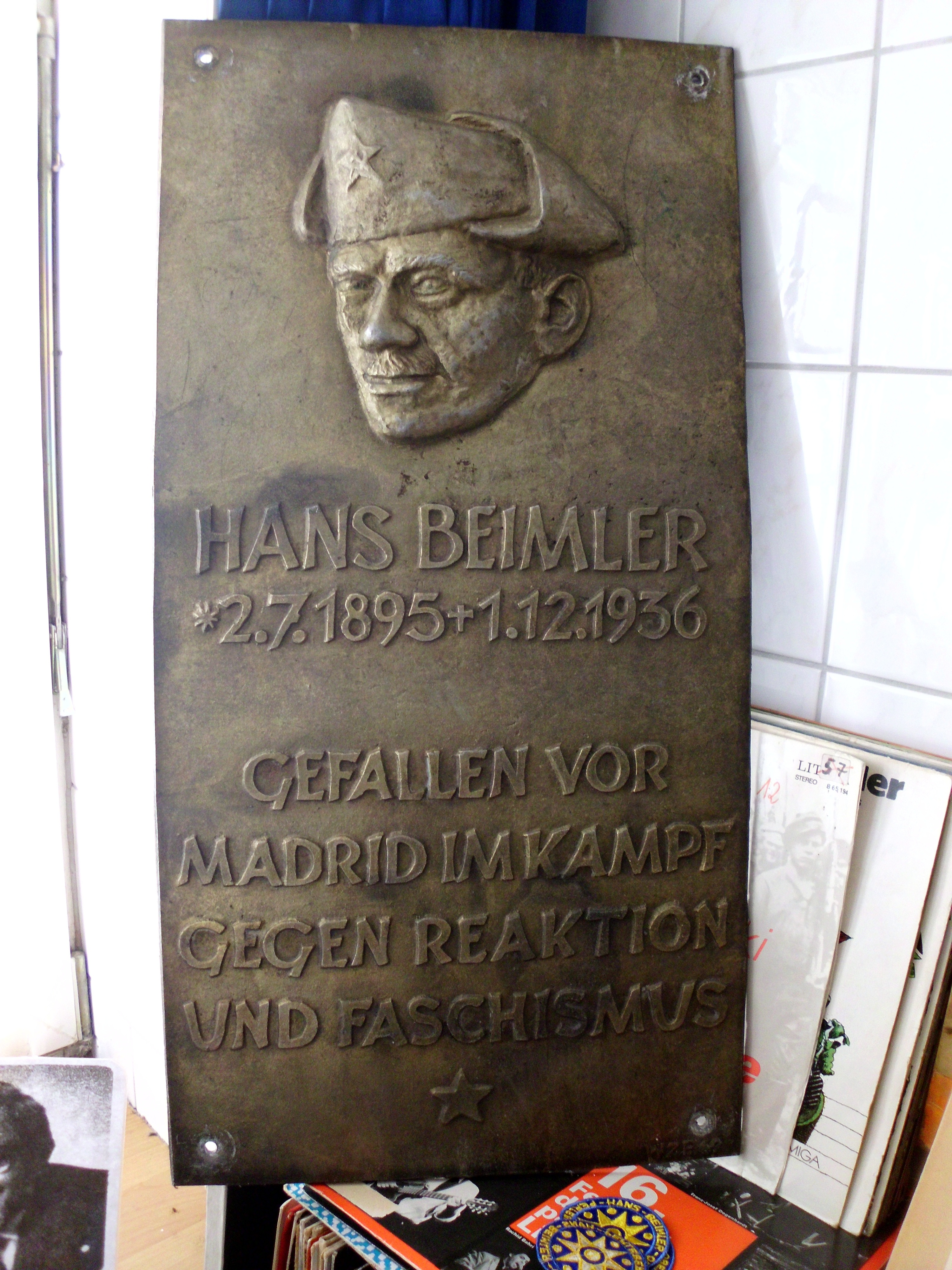
Gedenkstein für Hans Beimler, heute im DDR Museum Perleberg

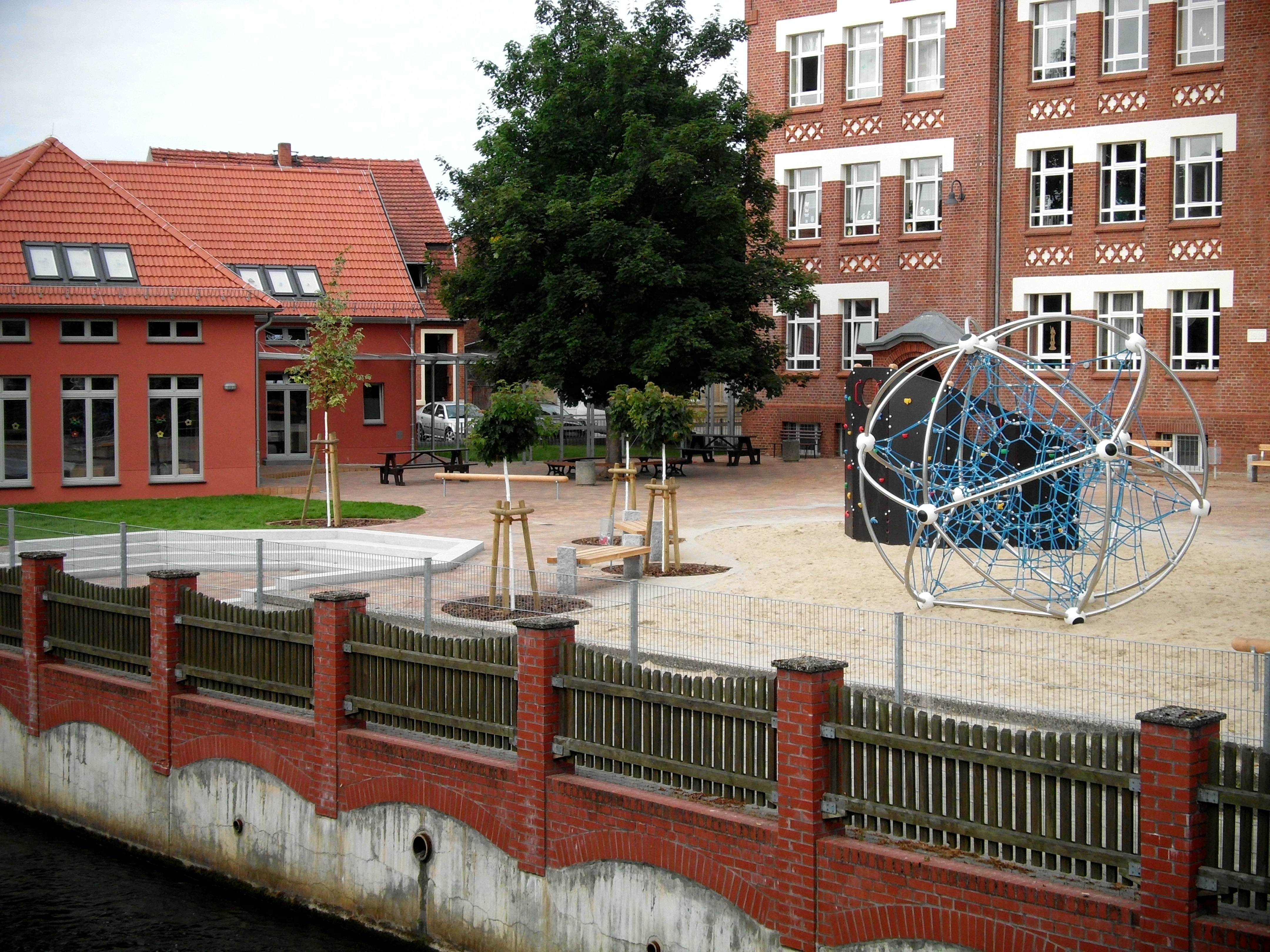
Schulhof und Kantine nach der Umgestaltung

Durch das im Jahr 1959 beschlossene Gesetz über die sozialistische Entwicklung des Schulwesens in der DDR wurde die Schule im folgenden Jahr zur Polytechnischen Oberschule II und nahm fortan auch Mädchen auf.
1964 stellte der Rat der Stadt den städtischen Schulen in der Heinrich-Heine-Straße eine Fläche von 65.000 m² für Schulgartenarbeit zur Verfügung. Der vom Direktor Werner Fritsche 1974 initiierte Plan zum Bau einer Schul- und Volkssternwarte wurde von der Stadt in der Planungsphase aufgrund zu hoher Kosten verworfen.
Am 5. Oktober 1975 verlieh man der Schule den Namen „Hans Beimler“, nachdem bereits im Jahr zuvor ein Gedenkstein für Hans Beimler auf dem Schulhof eingeweiht worden war. Am 1. September 1988 erhielt die Hans-Beimler-Schule ihre erste, eigene Kantine.
Zum Schuljahr 1991/92 wurde die POS II zu einer sechsjährigen Grundschule umgewandelt. Zudem legte man nach der Wende den Schulnamen „Hans Beimler“ ab und nannte sich fortan schlicht 2. Grundschule Perleberg.
Das Stepnitzhochwasser 1993 überflutete den gesamten Keller und den unteren Flur des Schulgebäudes. Dabei wurden viele Geräte, Bücher und Mobiliar zerstört. Die geschätzten Renovierungskosten betrugen 680.000 DM (etwa 610.000 Euro). 1994 erfolgte der Abriss der Baracke, in der zuvor der Schulhort untergebracht gewesen war, welchen man jetzt in das Dachgeschoss des Schulgebäudes verlegte.
Am 4. Juni 1998 verlieh man der Schule den Namen „Rolandschule“, in Anlehnung an die Rolandfigur auf dem Großen Markt. Zum Schuljahr 2001/02 übernahm man 99 Schüler der 1. Grundschule, deren Auflösung 1996 aufgrund sinkender Schülerzahlen beschlossen worden war.
Im Jahr 2011 wurde die schuleigene Kantine abgerissen und neu errichtet sowie der Schulhof neu gestaltet.